# Dyer Island (Antarktika)
Dyer Island ist eine kleine unbewohnte und felsige Insel vor der Mawson-Küste des ostantarktischen Mac-Robertson-Lands. Sie liegt 220 Meter südlich von Lee Island und nur 30 Meter nördlich von Entrance Island in der Holme Bay. Die Insel ist in ostwestlicher Ausrichtung 200 Meter lang, und maximal 30 Meter breit, bei einer Fläche von rund 0,4 ha.
Luftaufnahmen, die 1956 im Rahmen der Australian National Antarctic Research Expeditions entstanden, dienten ihrer Kartierung. Das Antarctic Names Committee of Australia (ANCA) benannte sie nach Ralph Dyer, Koch auf der Mawson-Station im Jahr 1960.